# Drymocallis corsica
Drymocallis corsica är en rosväxtart som först beskrevs av Soleirol och Johann Georg Christian Lehmann, och fick sitt nu gällande namn av Arto Kurtto. Drymocallis corsica ingår i släktet trollsmultronsläktet, och familjen rosväxter. Inga underarter finns listade i Catalogue of Life.